# 白上佑吉
白上 佑吉（しらかみ ゆうきち、1884年（明治17年）12月19日 - 1965年（昭和40年）1月24日）は、日本の内務及び警察官僚。官選県知事。旧姓は林。陸軍大臣や首相を務めた林銑十郎は実兄。

## 経歴
石川県出身。父、石川県士族・林孜々郎が富山県礪波郡首席書記の時に、同郡出町（現砺波市）で三男として生まれる。その後、父の上司（郡長）で後に山口県警部長となった白上俊一の養子となる。第四高等学校を卒業。1910年7月、東京帝国大学法科大学政治学科を卒業。同年11月、文官高等試験行政科試験に合格。内務省に入省し警視庁警部・第一部警務課勤務となる。
1910年12月、警視総監官房文書課審査係長兼高等課外事係長に就任。以後、警視庁警視・新橋警察署長、日比谷警察署長、麹町日比谷警察署長、京都府警視、長野県理事官、富山県警察部長、朝鮮総督府高等警察課長、欧米各国出張（1920年6月）、京畿道警察部長、千葉県内務部長、警視庁官房主事、内務書記官・警保局保安課長、兼内務監察官などを歴任。
1924年10月、鳥取県知事に就任。政府の方針に従い整理緊縮を実施するが、教育振興、産業振興、土木事業については配慮を行った。1926年9月、富山県知事に転任。電力開発の推進、射水中学校・氷見中学校開設などに尽力。売薬の海外進出やブラジルへの移民政策も実現させた。1927年5月17日に島根県知事に転任したが、「地方官は政府の使用人でも政党の雇い人でもない。富山県に対する愛県の至情を無視するような異動には応ぜられぬ」という理由で、翌日18日に依願免本官となった。同年8月、文部省実業学務局長に就任し1928年6月まで在任し退官。
1929年4月から1931年7月まで東京市助役を務めた。在任中に東京瓦斯増資問題で賄賂を受けたとの嫌疑で裁判となり、1934年4月に東京地方裁判所で有罪（懲役10ヶ月）となり、その後、大審院で上告が棄却され懲役6ヶ月の有罪判決が確定し下獄した。これにより従四位を失位、勲三等及び大礼記念章（大正/昭和）、帝都復興記念章を褫奪された。
戦後、1951年8月まで公職追放となった。その後、恵比寿食糧運送会社会長を務めた。
墓所は渋谷区千駄ヶ谷の瑞円寺。

## 親族
- 兄 林銑十郎
- 妻 夫佐:千葉県士族、匝瑳郡郡長の宮村豊の長女
- 息子　白上謙一（生物学者）[11]
- 息子（謙一の弟）　白上英三（一空軒）（武術研究者）[12]
- 息子 盛次：東京府人山口コトの養子となる
- 長女 善子
- 次女 千鶴子